# Sultana Frizell
Sultana Frizell, född 24 oktober 1984, är en friidrottare från Kanada. Hon deltog vid olympiska sommarspelen 2008 och olympiska sommarspelen 2012.